# ゲープハルト (ロートリンゲン公)
ゲープハルト（ドイツ語：Gebhard, 860/8年 - 910年6月22日）は、コンラディン家のラーンガウ伯ウードとユーディト（古ヴェルフ家オセール伯コンラート1世の娘）の息子で、ラインガウ伯（在位：897年 - 906年）、ヴェッテラウ伯（在位：909年 - 910年）およびロートリンゲン公（在位：903年 - 910年）。
903年、東フランク王ルートヴィヒ4世はゲープハルトにロートリンゲンを与え、公爵の位を与えた。ゲープハルトはマジャール人との戦いにおいて、アウクスブルク近くで戦死した。
イダとの間に2男をもうけた。
- ヘルマン1世（949年没） - シュヴァーベン公[3]（926年 - 949年）
- ウド（949年没）[3] - ヴェッテラウ伯、ラーンガウ伯、ラインガウ伯。ヴェルマンドワ伯エルベール1世の娘クニグンデと結婚。